# Coulonges-Thouarsais
Coulonges-Thouarsais és un municipi francès situat al departament de Deux-Sèvres i a la regió de la Nova Aquitània. L'any 2007 tenia 415 habitants.

## Demografia

### Població
El 2007 la població de fet de Coulonges-Thouarsais era de 415 persones. Hi havia 172 famílies de les quals 44 eren unipersonals (16 homes vivint sols i 28 dones vivint soles), 60 parelles sense fills, 60 parelles amb fills i 8 famílies monoparentals amb fills.
La població ha evolucionat segons el següent gràfic:
Habitants censats

### Habitatges
El 2007 hi havia 200 habitatges, 173 eren l'habitatge principal de la família, 17 eren segones residències i 10 estaven desocupats. 197 eren cases i 3 eren apartaments. Dels 173 habitatges principals, 149 estaven ocupats pels seus propietaris, 20 estaven llogats i ocupats pels llogaters i 4 estaven cedits a títol gratuït; 1 tenia una cambra, 5 en tenien dues, 24 en tenien tres, 50 en tenien quatre i 93 en tenien cinc o més. 126 habitatges disposaven pel capbaix d'una plaça de pàrquing. A 79 habitatges hi havia un automòbil i a 73 n'hi havia dos o més.

### Piràmide de població
La piràmide de població per edats i sexe el 2009 era:
| Homes | Edats   | Dones |
| ----- | ------- | ----- |
| 4     | 95 o +  | 0     |
| 0     | 90 a 94 | 4     |
| 0     | 85 a 89 | 0     |
| 0     | 80 a 84 | 4     |
| 8     | 75 a 79 | 20    |
| 8     | 70 a 74 | 8     |
| 28    | 65 a 69 | 8     |
| 12    | 60 a 64 | 20    |
| 8     | 55 a 59 | 16    |
| 20    | 50 a 54 | 8     |
| 4     | 45 a 49 | 8     |
| 20    | 40 a 44 | 8     |
| 8     | 35 a 39 | 20    |
| 12    | 30 a 34 | 4     |
| 8     | 25 a 29 | 12    |
| 8     | 20 a 24 | 4     |
| 12    | 15 a 19 | 4     |
| 8     | 10 a 14 | 8     |
| 16    | 5 a 9   | 12    |
| 12    | 0 a 4   | 8     |

## Economia
El 2007 la població en edat de treballar era de 232 persones, 178 eren actives i 54 eren inactives. De les 178 persones actives 157 estaven ocupades (95 homes i 62 dones) i 21 estaven aturades (9 homes i 12 dones). De les 54 persones inactives 23 estaven jubilades, 13 estaven estudiant i 18 estaven classificades com a «altres inactius».

### Ingressos
El 2009 a Coulonges-Thouarsais hi havia 171 unitats fiscals que integraven 416 persones, la mediana anual d'ingressos fiscals per persona era de 13.683 €.

### Activitats econòmiques
Dels 13 establiments que hi havia el 2007, 2 eren d'empreses de fabricació d'altres productes industrials, 5 d'empreses de construcció, 1 d'una empresa de comerç i reparació d'automòbils, 1 d'una empresa de transport, 2 d'empreses d'hostatgeria i restauració, 1 d'una empresa de serveis i 1 d'una empresa classificada com a «altres activitats de serveis».
Dels 8 establiments de servei als particulars que hi havia el 2009, 1 era un taller de reparació d'automòbils i de material agrícola, 2 paletes, 1 guixaire pintor, 2 fusteries, 1 lampisteria i 1 perruqueria.
L'any 2000 a Coulonges-Thouarsais hi havia 25 explotacions agrícoles que ocupaven un total de 1.261 hectàrees.

## Poblacions més properes
El següent diagrama mostra les poblacions més properes.